# 島根県道288号瓜坂川合線
島根県道288号瓜坂川合線（しまねけんどう288ごう うりざかかわいせん）は、島根県大田市を通る一般県道である。

## 概要
もともとは島根県道288号程原（ほどはら）川合線だったが、島根県道30号三瓶山公園線の改良に伴い、大田市川合町川合字瓜坂まで路線が延長され、1984年（昭和59年）に現行路線になった。
大田市中心部から三瓶山に行くのに一般的な経路として利用されている。

### 路線データ
- 起点：大田市川合町川合（島根県道30号三瓶山公園線交点）
- 終点：大田市川合町川合（国道375号交点）

## 歴史
- 1984年（昭和59年） - 路線名が程原（ほどはら）川合線から瓜坂川合線に変更。

## 地理

### 通過する自治体
- 大田市

### 交差する道路
| 交差する道路             | 交差する場所 | 交差する場所 |
| ------------------------ | ------------ | ------------ |
| 島根県道30号三瓶山公園線 | 川合町川合   | 起点         |
| 国道375号                | 川合町川合   | 終点         |

### 沿線
- 物部神社 - 石見国の一宮。
- 大田市立川合小学校